# Allen Institute per l'IA
L'Allen Institute per l'IA (abbreviato AI2) è un istituto di ricerca senza scopo di lucro fondato nel 2014 dal filantropo Paul Allen, già cofondatore di Microsoft. L’istituto conduce attività di ricerca e sviluppo ad alto impatto sull’intelligenza artificiale al servizio del bene comune. Oren Etzioni è stata nominata da Paul Allen a settembre 2013 per dirigere la ricerca presso l'istituto. Dopo aver guidato l'organizzazione per nove anni, Oren Etzioni si è dimesso dal ruolo di CEO il 30 settembre 2022. È stato sostituito ad interim dal coordinatore del progetto Aristo dell'istituto, Peter Clark. Il 20 giugno 2023, AI2 ha annunciato Ali Farhadi come prossimo CEO a partire dal 31 luglio 2023. Il consiglio di amministrazione della società ha formato un comitato di ricerca per un nuovo amministratore delegato. AI2 ha anche un ufficio attivo a Tel Aviv, Israele.

## Progetti
- Aristo: Aristo è un progetto di punta di AI2 che è stato ispirato da un progetto simile chiamato Project Halo realizzato dalla società di investimento Vulcan con sede a Seattle.[7] L'obiettivo originale del progetto era progettare un sistema artificialmente intelligente in grado di leggere, apprendere e ragionare con successo dai testi e, infine, dimostrare la propria conoscenza superando con successo un esame di scienze di terza media: il team ha raggiunto questo obiettivo nel 2018.[8] L'obiettivo attuale del team[7] è costruire la prossima generazione di sistemi in grado di ragionare, spiegare e migliorare continuamente nel tempo.
- PRIOR: il progetto PRIOR cerca di far avanzare il campo della visione artificiale creando sistemi di intelligenza artificiale in grado di vedere, esplorare, apprendere e ragionare sul mondo.[9] Il team ha reso disponibile la piattaforma AI incorporata aperta AI2-THOR nel 2016, supportando la formazione di agenti intelligenti in ambienti simulati.[10] Nel febbraio 2018, il team ha pubblicato il gioco Iconary come dimostrazione di un'intelligenza artificiale in grado di comprendere e produrre scene situate da un set limitato di icone.
- Semantic Scholar: lo strumento Semantic Scholar è un motore di ricerca supportato dall'intelligenza artificiale per pubblicazioni accademiche reso disponibile al pubblico nel novembre 2015.[11] Utilizza i progressi nell'elaborazione del linguaggio naturale per fornire funzionalità come riassunti di articoli accademici, informazioni contestuali sulle citazioni in linea e la possibilità di creare librerie di articoli e ricevere consigli sugli articoli.[12]
- AllenNLP: il team AllenNLP lavora alla ricerca per migliorare le prestazioni e la responsabilità dei sistemi PNL e far avanzare metodologie scientifiche per la valutazione e la comprensione dei sistemi PNL. Il team produce la propria ricerca e strumenti open source per accelerare la ricerca sulla PNL.[13]
- MOSAIC: Il progetto Mosaic è focalizzato sulla definizione e costruzione della conoscenza e del ragionamento basati sul buon senso per i sistemi di intelligenza artificiale.[14]
- AI per l’ambiente: questi team cercano di applicare soluzioni di intelligenza artificiale alla prevenzione del bracconaggio e della pesca illegale in località di tutto il mondo, nonché a problemi ambientali come la modellazione climatica e la gestione degli incendi. I team di questo gruppo includono EarthRanger, Skylight, Climate Modeling e Wildlands.

## OLMo
L'11 maggio 2023, AI2 ha annunciato che stava sviluppando OLMo, un modello linguistico aperto che mira a eguagliare le prestazioni di altri modelli linguistici all'avanguardia. Nel febbraio 2024, era open source, incluso il codice, i pesi del modello con istantanee e registri intermedi e il contenuto del set di dati di addestramento Dolma, rendendolo il modello all'avanguardia più aperto disponibile.